# Benjamin Opratko
Benjamin Opratko (* 1984 in Wien) ist ein österreichischer Politikwissenschaftler, Hochschullehrer und Publizist. Seine Forschungsschwerpunkte sind Rassismus, Populismus und Autoritarismus, internationale politische Ökonomie sowie politische Theorie. Er ist wissenschaftlicher Mitarbeiter an der Leuphana Universität Lüneburg und Redakteur der in Wien erscheinenden Zeitschrift Tagebuch.

## Leben
Opratko studierte Politikwissenschaft an der Universität Wien, wo er auch zum Dr. phil. promoviert wurde. Er erhielt ein Stipendium der Österreichischen Akademie der Wissenschaften für seine Dissertation, die 2019 unter dem Titel Im Namen der Emanzipation. Antimuslimischer Rassismus in Österreich veröffentlicht und 2019 von Arbeiterkammer Wien mit dem Antonio-Gramsci-Preis für kritische Forschung in der Migrationsgesellschaft ausgezeichnet wurde. Er arbeitete und forschte an der Universität Hamburg, an der Lancaster University sowie am Berliner Institut für empirische Integrations- und Migrationsforschung der HU Berlin. Im Sommersemester 2022 war Opratko §99-Gastprofessor für Internationale Politik an der Universität Wien, seit Oktober 2022 ist er Wissenschaftlicher Mitarbeiter (Post-Doc) an der Leuphana Universität Lüneburg.
Opratko ist Mitglied der Assoziation für kritische Gesellschaftsforschung.
Opratko ist Redakteur der in Wien erscheinenden Zeitschrift Tagebuch, für die er regelmäßig Artikel, Essays und Kommentare schreibt. Er veröffentlicht zudem Texte und Interviews in österreichischen und internationalen Medien wie The Guardian, Jacobin, Münchner Merkur, analyse + kritik, Kurier, Der Standard, Die Presse, Die Furche, und im ORF. Er äußert sich als Experte zu rechtsextremen und rechtspopulistischen Bewegungen und Parteien wie der FPÖ und der AfD, zu Islamdebatten und antimuslimischem Rassismus, und engagierte sich in Kontroversen zum Politischen Islam u. a. mit Farid Hafez, Heiko Heinisch und Mouhanad Khorchide.

## Wissenschaftliche Schwerpunkte
Zu Beginn seiner Laufbahn arbeitete Opratko im Bereich der politischen Theorie und der neogramscianischen internationalen politischen Ökonomie. 2012 erschien sein Buch Hegemonie. Politische Theorie nach Antonio Gramxci im Verlag Westfälisches Dampfboot, das seither wiederholt in überarbeiteten Auflagen veröffentlicht wurde. Ab Mitte der 2010er Jahre wandte Opratko sich der Rassismusforschung zu. In seiner Dissertation entwickelt er eine hegemonietheoretische Rassismusanalyse im Anschluss an Antonio Gramsci und Stuart Hall. Er vertritt die These, dass der gegen Muslime gerichtete Rassismus nicht nur von rechten, sondern auch von linken und liberalen Milieus getragen wird. Der antimuslimische Rassismus erlaube es Angehörigen dieser Milieus, sich selbst als emanzipiert zu inszenieren, und widersprechende Erfahrungen etwa mit vergeschlechtlichter Ungleichheit und Unterdrückung, mit Ausbeutung und Ausgrenzung, Entdemokratisierung und Autoritarismus auszublenden. Opratko schließt dabei u. a. an Forschungen von Sara R. Farris, Gabriele Dietze und Schirin Amir-Moazami an.
Von 2019 bis 2022 war Opratko Mitglied des internationalen Forschungsprojekts Cultures of Rejection unter der Leitung von Manuela Bojadžijev, das die sozialen und kulturellen Bedingungen für den Erfolg rechter Politik in Schweden, Deutschland, Österreich, Kroatien und Serbien erforschte. Dafür brachte er mit Bojadžijev, Birgit Sauer, Alexander Harder und anderen den Begriff der Ablehnungskulturen in die Debatte ein. Seit 2023 forscht Opratko zu historischen und aktuellen Verhältnissen von Populismus und Faschismus.

## Veröffentlichungen (Auswahl)
- als Hrsg. mit Oliver Prausmüller: Gramsci global. Neogramscianische Perspektiven in der Internationalen Politischen Ökonomie. Argument Verlag, Hamburg 2011, ISBN 978-3-86754-310-1.
- als Hrsg. mit Ulrich Brand, Bettina Lösch, Stefan Thimmel: ABC der Alternativen 2.0. Von Alltagskultur bis Zivilgesellschaft. VSA, Hamburg 2012, ISBN 978-3-89965-500-1.
- Im Namen der Emanzipation. Antimuslimischer Rassismus in Österreich. transcript, Bielefeld 2019, ISBN 978-3-8376-4982-6.
- Hegemonie. Politische Theorie nach Antonio Gramsci. 4. aktualisierte Auflage, Westfälisches Dampfboot, Münster 2022, ISBN 978-3-89691-681-5.
- als Hrsg. mit Manuela Bojadžijev: Cultures of Rejection. Special Issue der Zeitschrift Patterns of Prejudice, 56(4/5), 2022.